# Gaetano Castrovilli
Gaetano Castrovilli (17. únor 1997, Canosa di Puglia, Itálie) je italský fotbalový záložník, který hraje od léta 2024 za italské Lazio.

## Přestupy
- z Bari do Fiorentina za 1 900 000 Euro
- z Fiorentina do Lazio zadarmo

## Statistika

### Klubová
| Sezóna               | Klub                 | Liga                 | Liga   | Liga | Národní poháry | Národní poháry | Národní poháry | Kontinentální poháry | Kontinentální poháry | Kontinentální poháry | Celkem | Celkem |
| Sezóna               | Klub                 | Soutěž               | Zápasy | Góly | Soutěž         | Zápasy         | Góly           | Soutěž               | Zápasy               | Góly                 | Zápasy | Góly   |
| -------------------- | -------------------- | -------------------- | ------ | ---- | -------------- | -------------- | -------------- | -------------------- | -------------------- | -------------------- | ------ | ------ |
| 2014/15              | Bari                 | Serie B              | 1      | 0    | IP             | 0              | 0              | -                    | 0                    | 0                    | 1      | 0      |
| 2015/16              | Bari                 | Serie B              | 0      | 0    | IP             | 0              | 0              | -                    | 0                    | 0                    | 0      | 0      |
| 2016/17              | Bari                 | Serie B              | 10     | 0    | IP             | 1              | 0              | -                    | 0                    | 0                    | 11     | 0      |
| Celkem za Bari       | Celkem za Bari       | Celkem za Bari       | 11     | 0    | -              | 1              | 0              | -                    | 0                    | 0                    | 12     | 0      |
| 2017                 | Fiorentina           | Serie A              | 0      | 0    | IP             | 0              | 0              | -                    | 0                    | 0                    | 0      | 0      |
| 2017/18              | Cremonese            | Serie B              | 26     | 1    | IP             | 2              | 0              | -                    | 0                    | 0                    | 28     | 1      |
| 2018/19              | Cremonese            | Serie B              | 26     | 4    | IP             | 1              | 1              | -                    | 0                    | 0                    | 27     | 5      |
| Celkem za Cremonese  | Celkem za Cremonese  | Celkem za Cremonese  | 52     | 5    | -              | 3              | 1              | -                    | 0                    | 0                    | 55     | 6      |
| 2019/20              | Fiorentina           | Serie A              | 33     | 3    | IP             | 2              | 0              | -                    | 0                    | 0                    | 35     | 3      |
| 2020/21              | Fiorentina           | Serie A              | 34     | 5    | IP             | 3              | 0              | -                    | 0                    | 0                    | 37     | 5      |
| 2021/22              | Fiorentina           | Serie A              | 23     | 1    | IP             | 4              | 0              | -                    | 0                    | 0                    | 27     | 1      |
| 2022/23              | Fiorentina           | Serie A              | 15     | 2    | IP             | 4              | 0              | EKL                  | 7                    | 2                    | 26     | 4      |
| 2023/24              | Fiorentina           | Serie A              | 6      | 1    | IP             | 0              | 0              | EKL                  | 0                    | 0                    | 6      | 1      |
| Celkem za Fiorentinu | Celkem za Fiorentinu | Celkem za Fiorentinu | 111    | 12   | -              | 13             | 0              | -                    | 7                    | 2                    | 131    | 14     |
| 2024/25              | Lazio                | Serie A              | ?      | ?    | IP             | ?              | ?              | EL                   | ?                    | ?                    | ?      | ?      |
| Celkově              | Celkově              | Celkově              | 174    | 17   | -              | 17             | 1              | -                    | 7                    | 2                    | 198    | 20     |

### Reprezentační

#### Statistika na velkých turnajích
| Reprezentace | Rok     | Zápasy             | Zápasy | Zápasy | Zápasy           | Zápasy           | Zápasy   |
| Reprezentace | Rok     | Fáze turnaje       | Datum  | Soupeř | Odehraných minut | Vstřelené branky | Výsledek |
| ------------ | ------- | ------------------ | ------ | ------ | ---------------- | ---------------- | -------- |
| Itálie       | ME 2020 | 3 zápas ve skupině | 20. 6. | Wales  | 3                | 0                | 1:0      |

## Úspěchy

### Reprezentační
- 1× na ME (2020 – zlato)

### Vyznamenání
Řád zásluh o Italskou republiku (16. 7. 2021) z podnětu Prezidenta Itálie